# Carrer Negociant (la Garriga)
El Carrer Negociant és una via pública del municipi de la Garriga (Vallès Oriental). El conjunt de les cases del número 2 al 28 formen part de l'Inventari del Patrimoni Arquitectònic de Catalunya. Coincideix amb l'antic camí que duia a Vic. Està situada al nord de la població. Les primeres cases construïdes en aquest carrer i que alhora el conformaren són del segle xvii. Des del número 2 al 28 trobem encara les cases primitives. Són cases unifamiliars entre parets mitgeres, de planta baixa, pis i golfes, fetes amb pedra i façanes arrebossades.